# Иоасаф (Маевский)
Архимандри́т Иоаса́ф (в миру Исидо́р Мае́вский; ум. после 1752) — архимандрит Межигорского монастыря Русской православной церкви.

## Биография
О происхождении детстве Исидора Маевского сведений не сохранилось. Образование получил в киевских школах и был в числе учеников Феофана Прокоповича; пострижение принял в Польше, в Марковом монастыре.
В 1714—1715 гг. Иоасаф Маевский был вызван в город Смоленск, в открывавшуюся там школу, для обучения детей латинскому языку. Деятельность его в Смоленске была очень успешна; в 1718 году Иоасаф, после смерти митрополита смоленского Дорофея Короткевича, покровительствовавшего школе, уехал обратно в Польшу, но через год был вызван обратно новым митрополитом смоленским Сильвестром Холмским и назначен проповедником.

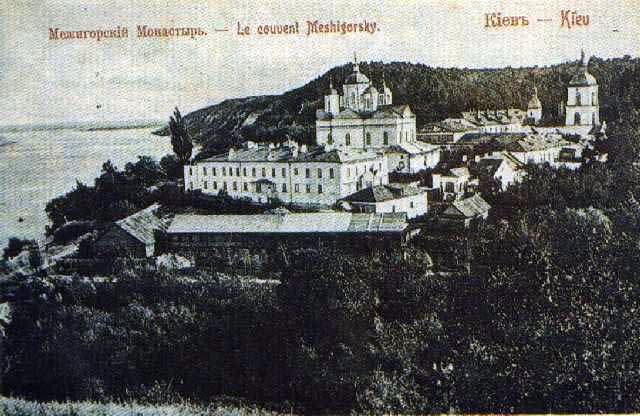
Межигорский монастырь

В 1721—1724 гг. отец Иоасаф был архимандритом Крестного монастыря Архангельской епархии; в 1724 году перемещен в Антониев монастырь Новгородской епархии, с июня 1726 года был судьею тверского архиерейского дома и архимандритом Калязинского Макарьева монастыря; сначала он был близок к Феофилакту Лопатинскому и исполнял его поручения, но потом перешел на сторону Феофана Прокоповича и 18 октября 1731 года назначен был настоятелем Бизюкова монастыря близ Дорогобужа.
Когда возникло так называемое «Решиловское дело», Иоасаф, как лично знавший Иосифа Решилова, был вызван в 1732 году в Санкт-Петербург, в качестве свидетеля, а потом и сам был осуждён за непринятие присяги и за другие проступки. 7 мая 1736 года Иоасаф Маевский был лишен сана, получил прежнее имя Исидора Маевского и был отправлен в Тайную канцелярию. Но Высочайшим указом от 20 декабря 1740 года, ему была отпущена вина и, в числе других, ему возвращено было монашество с прежним именем Иоасафа и он послан был на неисходное жительство в Межигорский монастырь.
9 июля 1742 года Иоасафу Маевскому было разрешено священнослужение, а 22 декабря 1745 года, по словесному докладу Священного Синода государыне, был возвращен Иоасафу и сан архимандрита, с назначением его настоятелем Киево-Межигорского монастыря.
В конце 1750 года монастырская братия обвиняла архимандрита Иоасафа в нарушении давно установившихся в монастыре порядков. Дальнейшая его судьба неизвестна.